# Manaca
Carlos Alberto Manaca Dias znany jako Manaca (ur. 22 września 1946 w Beirze) – mozambicko-portugalski piłkarz grający na pozycji lewego obrońcy, a następnie trener piłkarski.

## Kariera klubowa
Swoją karierę piłkarską Banze rozpoczął w klubie Sporting Beira, w którym zadebiutował w 1965. W 1966 roku wyjechał do Portugalii, gdzie grał kolejno w takich klubach jak: Sporting CP (1966-1968), AD Sanjoanense (1968-1969), ponownie Sporting CP (1969-1975), Vitória Setúbal (1975-1976), SC Braga (1976-1977), ponownie Sporting CP (1977-1978), Vitória SC (1978-1980), GD Estoril Praia (1980-1983) i GD Peniche (1983-1985). Z kolei w 1975 roku krótko grał w amerykańskim Boston Minutemen. Wraz ze Sportingiem wywalczył mistrzostwo Portugalii w sezonie 1973/1974 oraz zdobył cztery Puchary Portugalii w sezonie 1970/1971, 1972/1973, 1973/1974 i 1977/1978.

## Kariera trenerska
W 1986 roku Manaca został selekcjonerem reprezentacji Mozambiku. Prowadził ją w Pucharze Narodów Afryki 1986. Mozambik odpadł po fazie grupowej, po porażkach 0:3 z Wybrzeżem Kości Słoniowej, 0:2 z Senegalem i 0:2 z Egiptem.